# Chilské rodeo

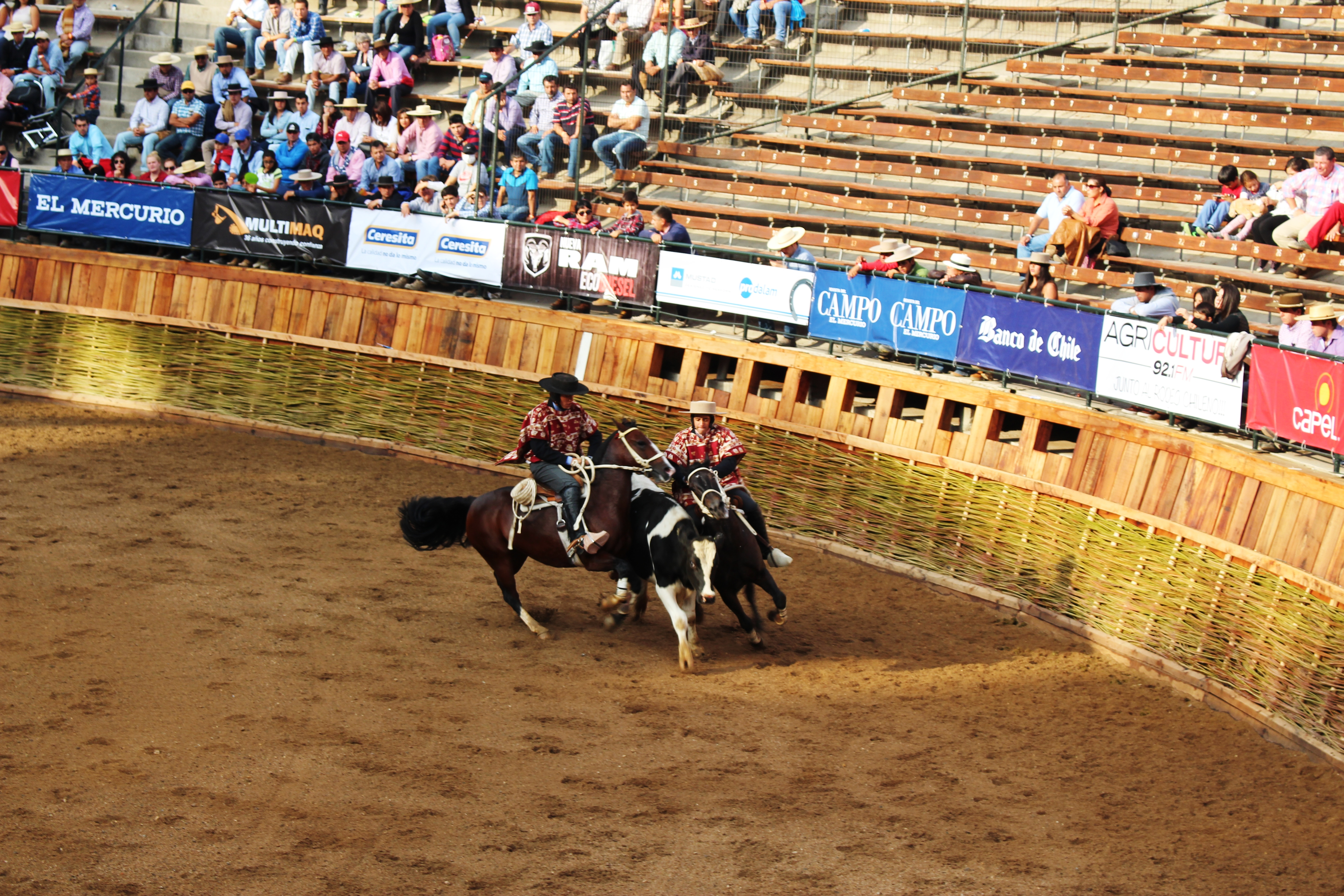
Chilské rodeo

Chilské rodeo je národní sport Chile. Je to velmi populární sport ve venkovských oblastech střední a jižní Chile.
V roce 1962 bylo prohlášeno za národní sport. Cílem je, aby dva závodníci ("huasos") zastavili býka. Národní mistrovství v rodeu (španělsky Campeonato Nacional de Rodeo) je nejdůležitější turnaj a koná se každý rok od roku 1949 v Rancagua.